# Charles Wadsworth
Charles Wadsworth (* 21. Mai 1929 in Barnesville/Georgia; † 29. Mai 2025 in Manhattan, New York City) war ein US-amerikanischer Pianist, Kammermusiker und Konzertveranstalter.
Wadsworth wuchs in Newnan auf und begann im Alter von zwölf Jahren, Klavier bei Hugh Hodgson an der University of Georgia in Athens zu studieren. Ab 1948 setzte er seine Ausbildung bei Rosalyn Tureck an der Juilliard School of Music fort, wo er 1952 den Mastergrad erhielt. Er arbeitete dann als Klavierbegleiter von Sängerinnen wie Reri Grist und Shirley Verrett und wurde 1959 von Gian Carlo Menotti zum Festival dei Due Mondi in Spoleto eingeladen. Ab 1960 leitete er die Kammermusikserie des Festivals und stellte dem europäischen Publikum junge amerikanische Musiker vor.
1965 gründete Wadsworth die Chamber Music Society am Lincoln Center auf Anregung von William Schuman, dem Präsidenten des Kulturzentrums. 1977 begründete er das Spoleto USA Festival in Charleston. Er vergab Kompositionsaufträge für Kammermusikwerke an Pierre Boulez, Samuel Barber und Leonard Bernstein, lud zu seinen Konzerten Musiker wie Beverly Sills, Dietrich Fischer-Dieskau und André Watts ein und stellte junge Musiker vor, darunter später erfolgreiche Künstler wie Kathleen Battle, Richard Goode, Yo-Yo Ma, Peter Serkin, Pinchas Zukerman und Jessye Norman.
Für die Olympischen Sommerspiele 1996 in Atlanta organisierte Wadsworth ein Konzert, an dem u. a. Pinchas Zukerman, Itzhak Perlman, Lynn Harrell und Frederica von Stade teilnahmen. Er ist musikalischer Leiter der Konzertserie Musical Masterworks in Old Lyme und einer Kammerkonzertserie und tritt in den USA mit der Gruppe Spoleto USA Chamber Music und in der Programmreihe Charles Wadsworth and Friends auf. Beim multimedialen Kulturfestival Espace Pierre Cardin 2001 in Paris bestritt er den musikalischen Teil. Wadsworth trat vor den Präsidenten John F. Kennedy, Richard Nixon, Gerald Ford, Jimmy Carter und Ronald Reagan im Weißen Haus auf. Seine Heimatstadt Newnan ehrte ihn mit der Benennung des Charles Wadsworth Auditorium, in dem er seit 1990 jährlich Konzerte gibt. 2009 gab Wadsworth die Leitung des Spoleto USA Festival auf.